# Brasserie La Botteresse
 (avril 2021).
Si vous disposez d'ouvrages ou d'articles de référence ou si vous connaissez des sites web de qualité traitant du thème abordé ici, merci de compléter l'article en donnant les références utiles à sa vérifiabilité et en les liant à la section « Notes et références ».
La Brasserie La Botteresse appelée aussi Brasserie La Botteresse de Sur-les-Bois est une ancienne entreprise artisanale belge, active de 1996 à 2022, située dans le village de Sur-les-Bois faisant partie de la commune de Saint-Georges-sur-Meuse en province de Liège. Elle produisait une douzaine de bières spéciales parmi lesquelles la Botteresse.

## Histoire
Une première brasserie a été fondée en 1996. Il s'agissait de la Brasserie des Bruyères où la première bière (une Botteresse ambrée) fut brassée. Dix ans plus tard, la brasserie déménage et s'implante près de l'église de Sur-les-Bois, un petit village de la commune de Saint-Georges-sur-Meuse non loin de l'aéroport de Liège. La brasserie change de nom en prenant celui de sa bière : la Botteresse qui signifie porteuse de hotte en wallon liégeois. Cette botteresse figure sur le dessin de l'étiquette réalisé par François Walthéry.
En septembre 2022, l'entreprise déclarée en faillite stoppe son activité.

## Bières
Déclinées en quatre marques, la brasserie brasse treize bières artisanales et refermentées en bouteilles de 33 cl actuellement produites et commercialisées. 
On remarque deux bières originales : une bière aux pommes et une bière au miel artisanal de la région constituée d'un mélange d'une douzaine d'épices et aromates.
Enfin, La Liégeoise 1892 a été intégrée dans les bières produites par la brasserie en septembre 2013
- La Botteresse Blonde, bière  blonde avec une teneur en alcool de 7,5%
- La Botteresse Ambrée, bière ambrée avec une teneur en alcool de 8,5%
- La Botteresse Ambrée au miel, bière ambrée avec une teneur en alcool de 8,5% (au miel)
- La Botteresse Brune, bière brune avec une teneur en alcool de 9,5%
- La Botteresse Blanche, bière blanche avec une teneur en alcool de 5,4%
- La Botteresse aux Pommes, bière blonde fruitée avec une teneur en alcool de 5,2%
- La Botteresse aux Cerises,  bière de fruits rouges avec une teneur en alcool de 6%
- La Botteresse de Noël, bière brune de Noël avec une teneur en alcool de 10,5%
- Sur-les-Bois Blonde, blonde avec une teneur en alcool de 7 %
- Sur-les-Bois Ambrée, bière ambrée avec une teneur en alcool de 8 %
- Sur-les-Bois Brune, bière brune avec une teneur en alcool de 9 %
- la Poirette de Fontaine, (bière brune) titrant 8.5 % d'alcool
- la Liégeoise 1892, premium beer blonde artisanale de 6 % d'alcool faisant référence au Royal Football Club de Liège

Les bières originales de la brasserie sont reprises comme Belgian Beer of Wallonia, protection accordée par l'Agence wallonne pour la promotion d'une agriculture de qualité (APAQ-W).
La brasserie produit aussi des bières à façon qui sont commercialisées par des tiers en région liégeoise. Parmi celles-ci, on trouve :
- la Tchantchès (blonde, brune, brune de Noël) et la Nanesse (rousse, rousse au miel, blonde pomme-cannelle) pour un restaurant taverne d'Outremeuse.
- lArsenic (blonde titrant 7 % d'alcool) pour la compagnie théâtrale Arsenic de Liège.
- Deux Nigauds (brune de haute fermentation titrant 8 % d'alcool) vendue dans plusieurs cafés, restaurants et boutiques de Liège.